# Лунный свет (астрономия)

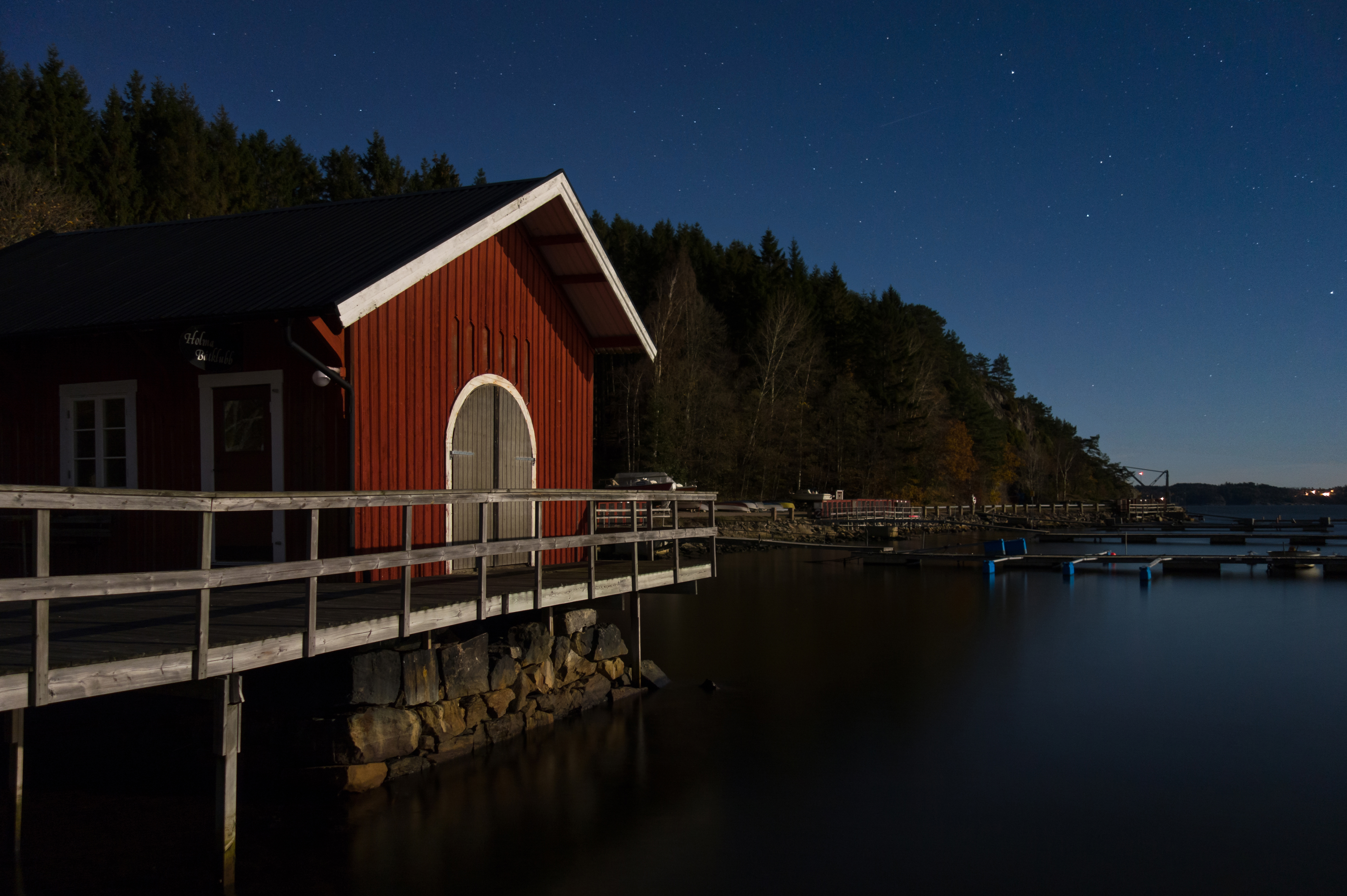
Полная (на 97,2 %) луна освещает лодочный клуб (усадьба Хольма, фьорд Гуллмарн, Швеция)

Лунный свет — это солнечный свет (с крохотной долей земного света и звёздного света), отражённый от поверхности Луны.
«Луна не излучает свой собственный свет, и у неё нет возможности это делать. В отличие от Солнца, которое представляет собой гигантский горящий газовый шар, испускающий ослепляющие лучи света, Луна представляет собой большую скалу», как пишет ресурс astronomyscope.com.

## Научная информация
Луна отражает лишь 12 % долетевшего до неё солнечного света, американские учёные приводят цифру 13,6 %.
Интенсивность лунного света сильно варьируется в зависимости от фазы, но даже полная Луна обычно обеспечивает освещение всего около 0,1 люкс (0,05—0,1 люкс). При суперлунии освещённость может достигать 0,32 люкс.
Цвет лунного света, особенно в полнолуние, кажется человеческому глазу голубоватым по сравнению с другими, более яркими источниками света из-за эффекта Пуркине. В данном случае голубой или серебристый свет — это иллюзия. Свет достигает Земли от Луны примерно за 1,26 секунды; рассеянный в атмосфере Земли лунный свет обычно увеличивает яркость ночного неба, уменьшая контраст между более тусклыми звёздами и фоном. Поэтому опытные астрономы стараются не проводить свои наблюдения за звёздным небом при полной Луне и за несколько дней до и после полнолуния.
Лунный свет используется НАСА для повышения точности калибровки своих спутников, так как «лунный свет — это постоянный источник света, которым исследователи пользуются для повышения точности и согласованности измерений со спутников наблюдения Земли». Профессор Мэрилендского университета Кевин Терпи так говорит об этом: «Луна чрезвычайно стабильна и на неё в сколько-нибудь значительной степени не влияют земные факторы, такие как климат. Лунный свет становится очень хорошим эталоном калибровки, независимым эталоном, с помощью которого мы можем настраивать наши приборы и видеть, что происходит с нашей планетой».

## В фольклоре
В англоязычном фольклоре лунный свет нередко оказывает пагубное влияние на человека. Например, считалось, что сон под светом полной Луны в некоторые ночи может превратить человека в волка-оборотня. Говорится, что лунный свет вызывает сомнамбулизм, а сон при лунном свете может ослепить или свести с ума.
С лунным светом ранее связывали такое расстройство человеческого зрения как никталопия и лунную слепоту у лошадей.
В Средние века (впервые упоминается в 1546 году) считалось, что лунное молоко (белая гомогенная желеобразная масса (суспензия), скапливающаяся в виде налётов, плёнок или потёков на стенах и полу пещер) появляется под лучами Луны.
Приверженцы теории плоской земли часто утверждают, что лунный свет обладает охлаждающими свойствами.

## Фото

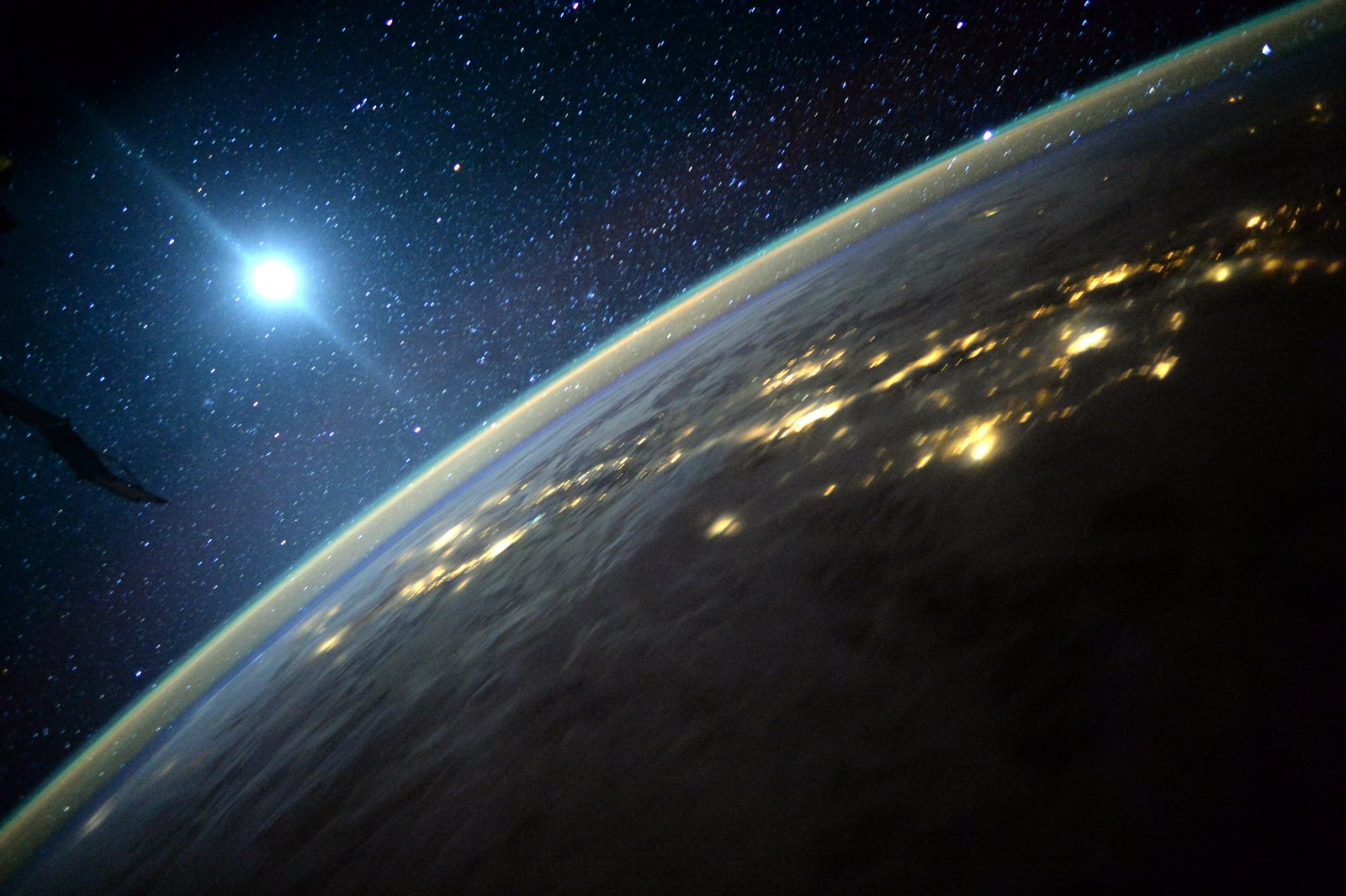
Лунный свет падает на облачный покров Земли. Фото сделано астронавтом Скоттом Келли с борта МКС в 2015 году.
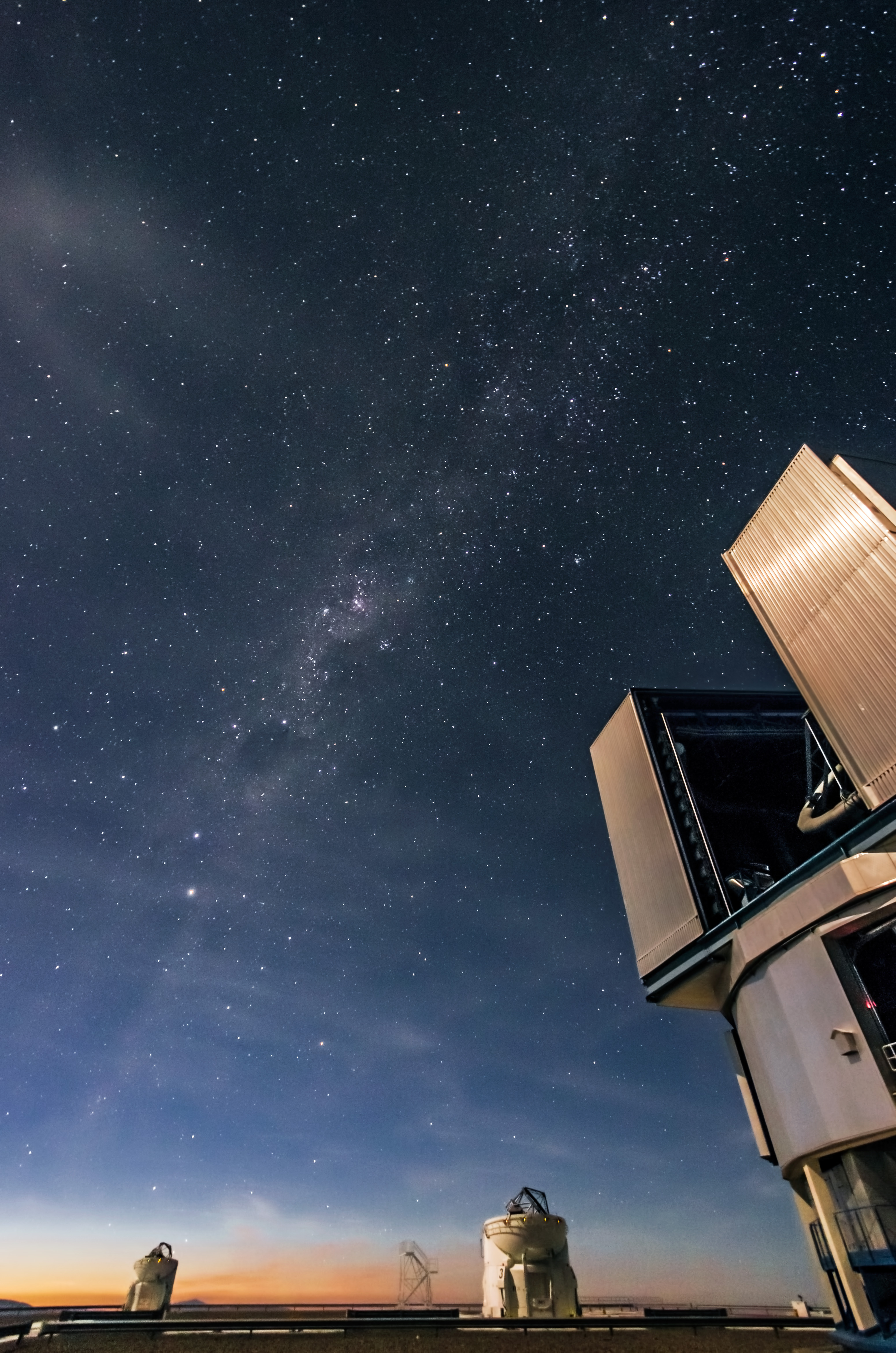
Луна освещает «Очень Большой Телескоп» (пустыня Атакама, Чили, 2014 год)
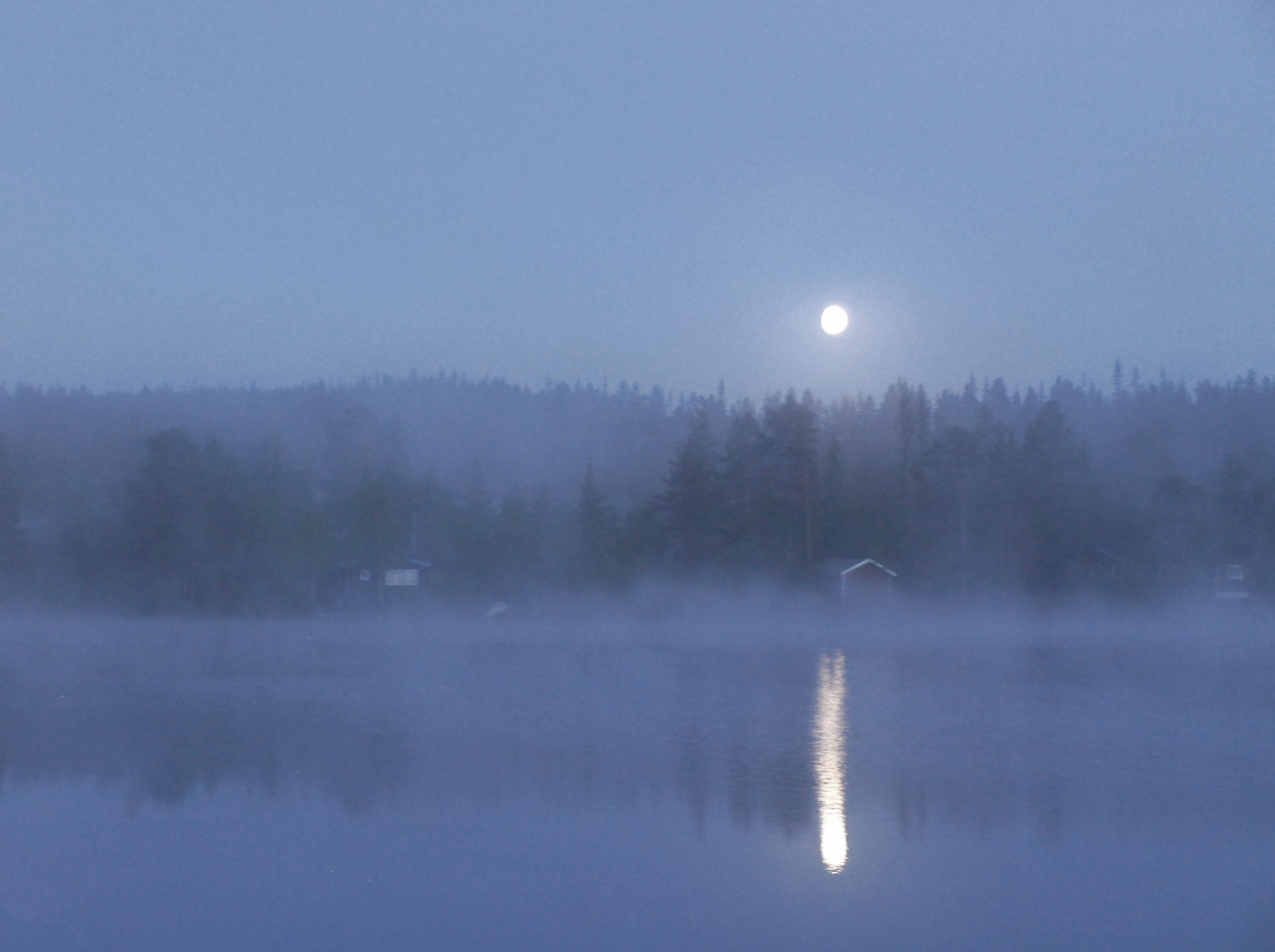
Луна сквозь туман освещает лес, озеро и посёлок на его берегу. Норвегия, 2008 год.
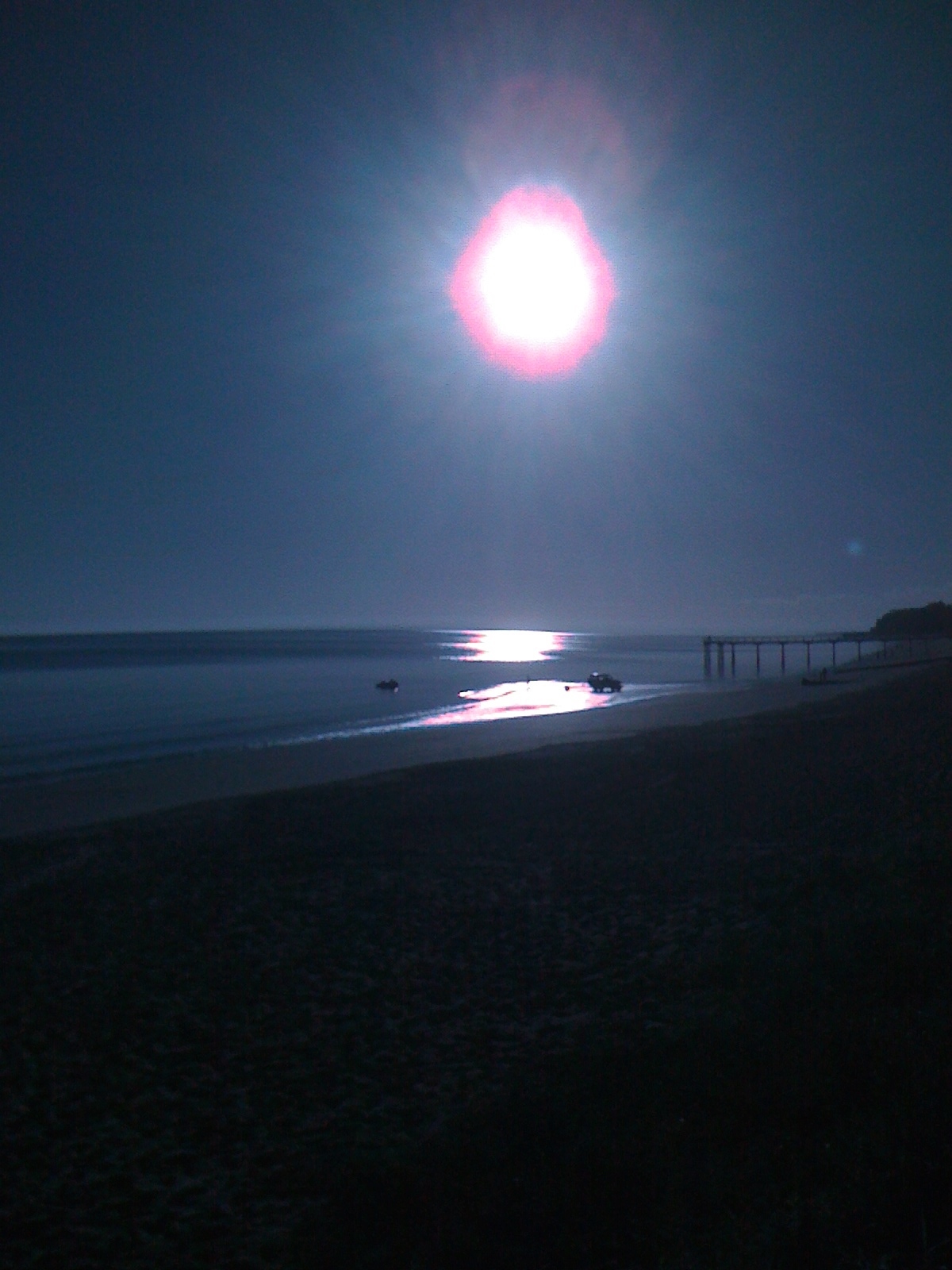
Луна освещает пляж (поселение Торки[англ.], Квинсленд, Австралия, 2009 год)
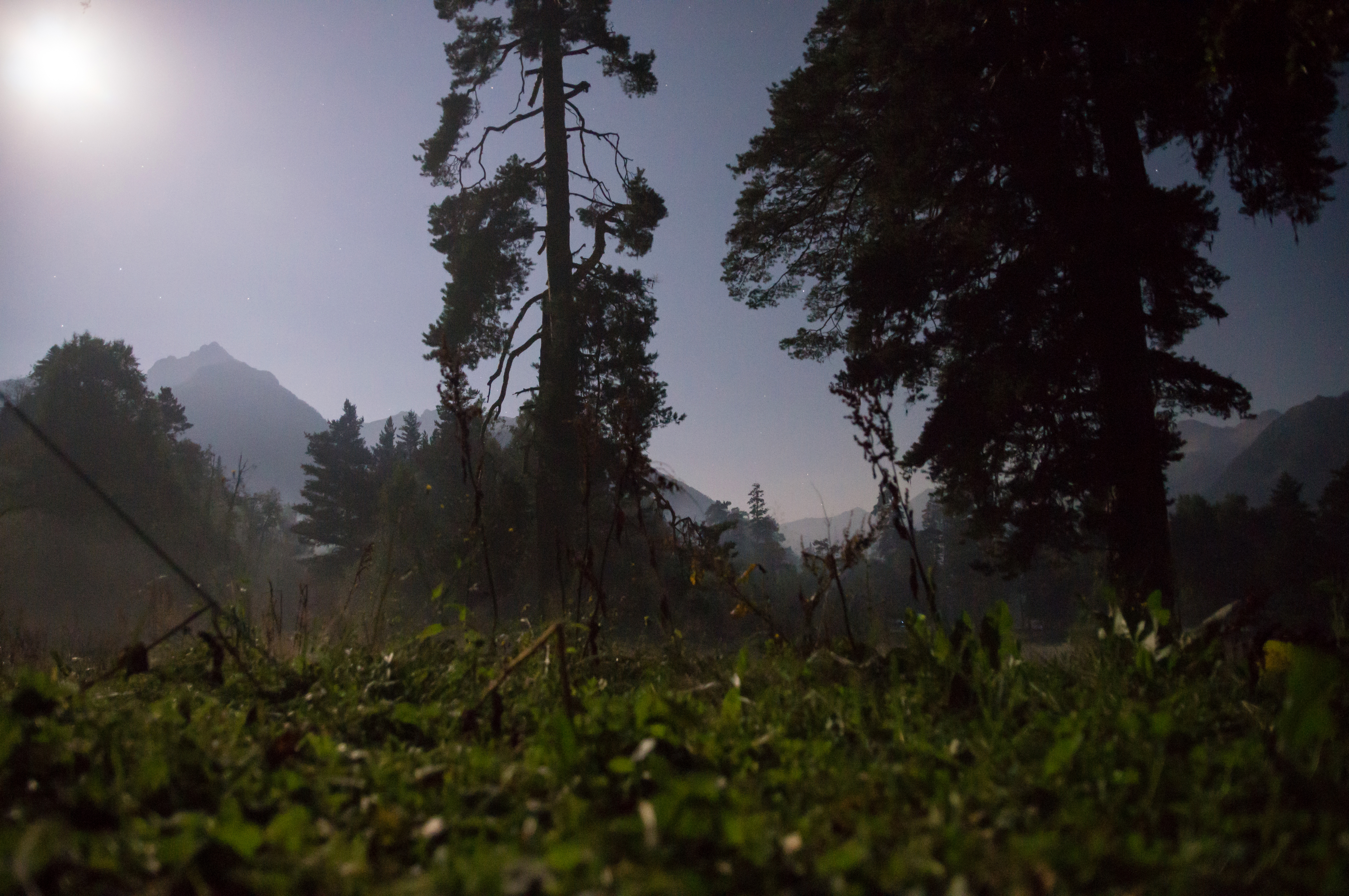
Луна освещает горы и лес (село Архыз, Карачаево-Черкесия, 2014 год)
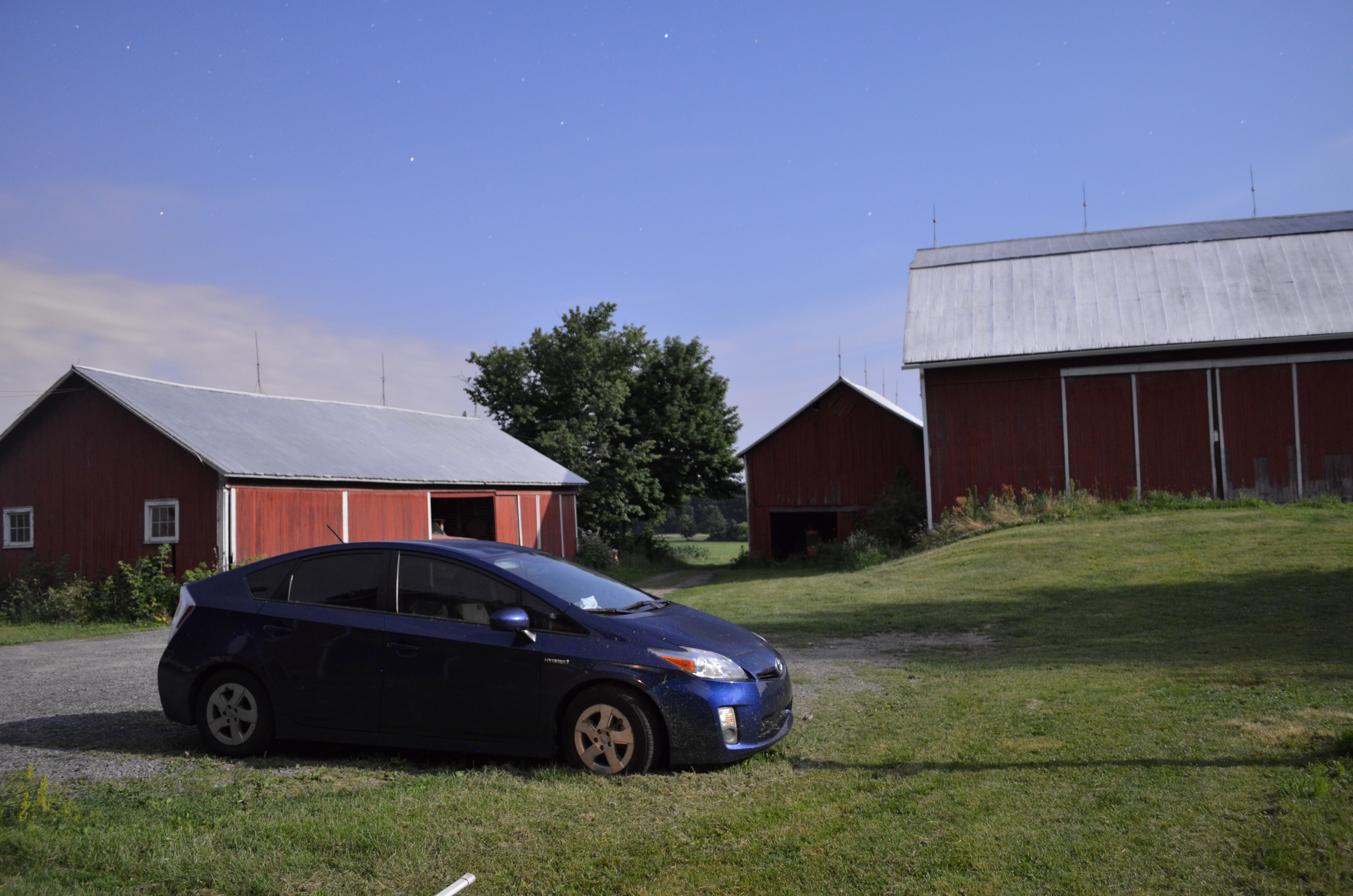
При ручной настройке экспозиции фотографии, сделанные при лунном свете, внешне не сильно отличаются от фотографий, сделанных при дневном свете. На данном фото экспозиция 30 секунд при ISO 800. То, что фото сделано не днём, ясно из наличия звёзд на небе.

## Картины

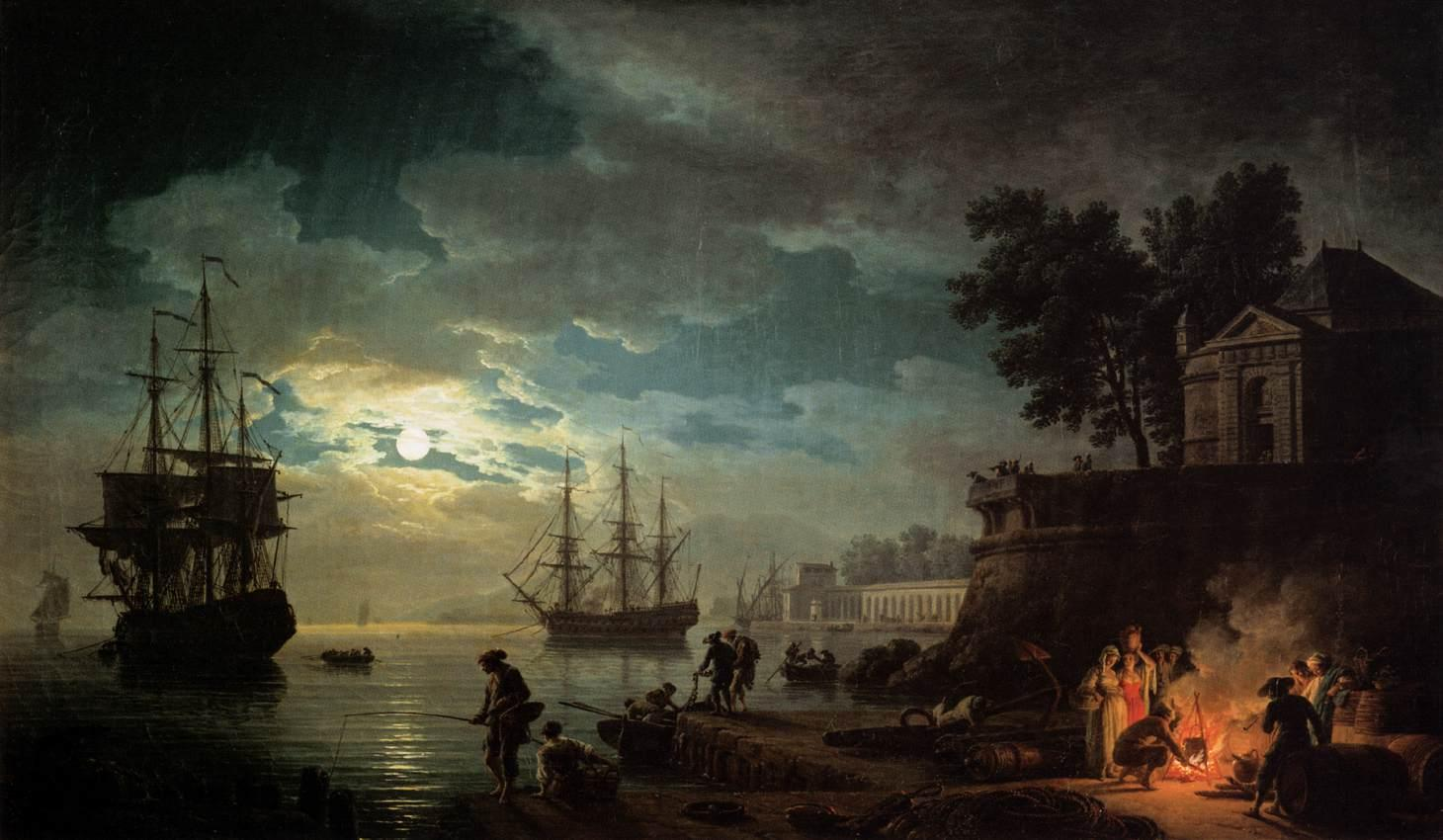
«Морской порт при лунном свете» (1771), Клод Жозеф Верне
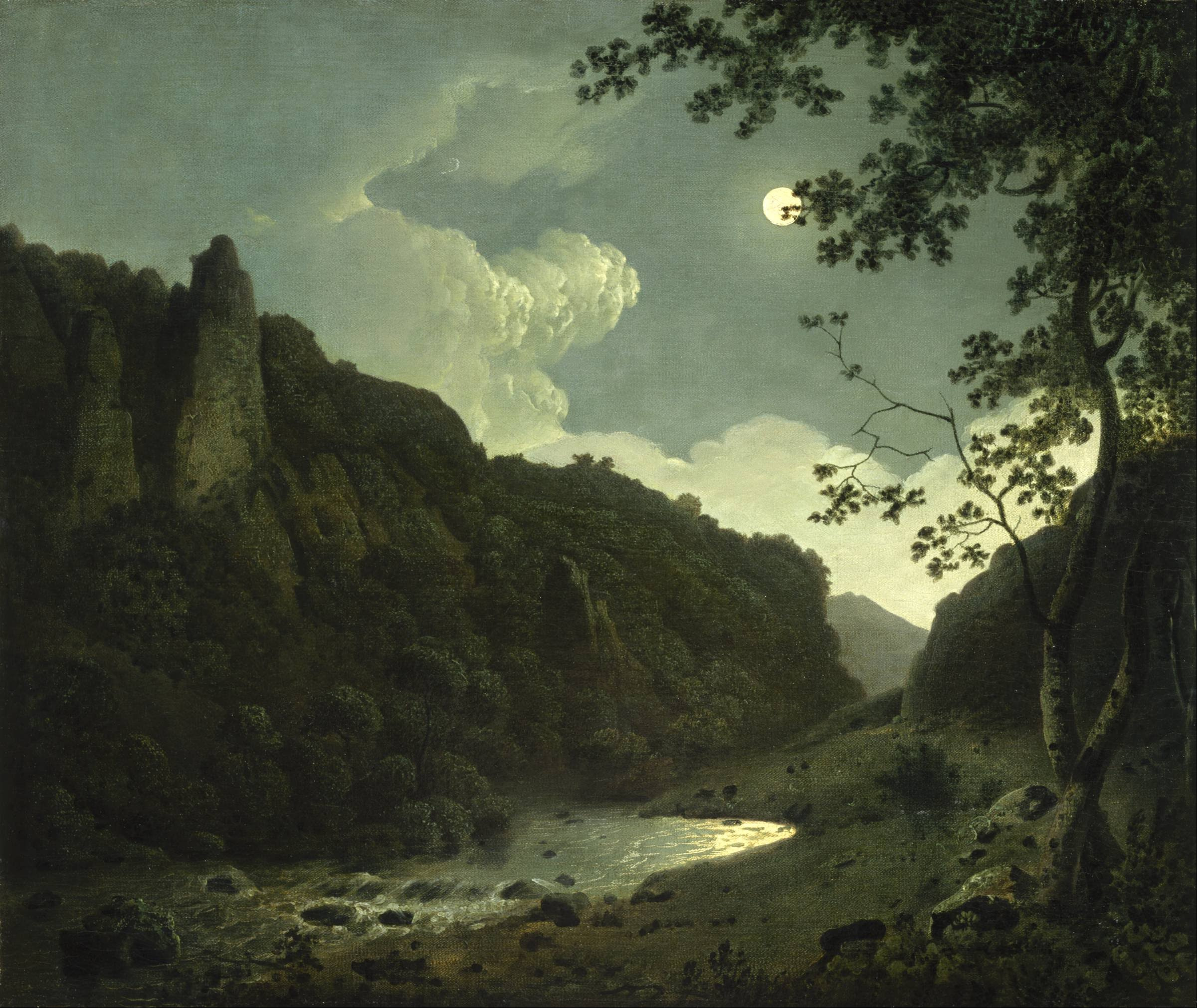
«Давдейл при лунном свете[англ.]» (1784), Джозеф Райт
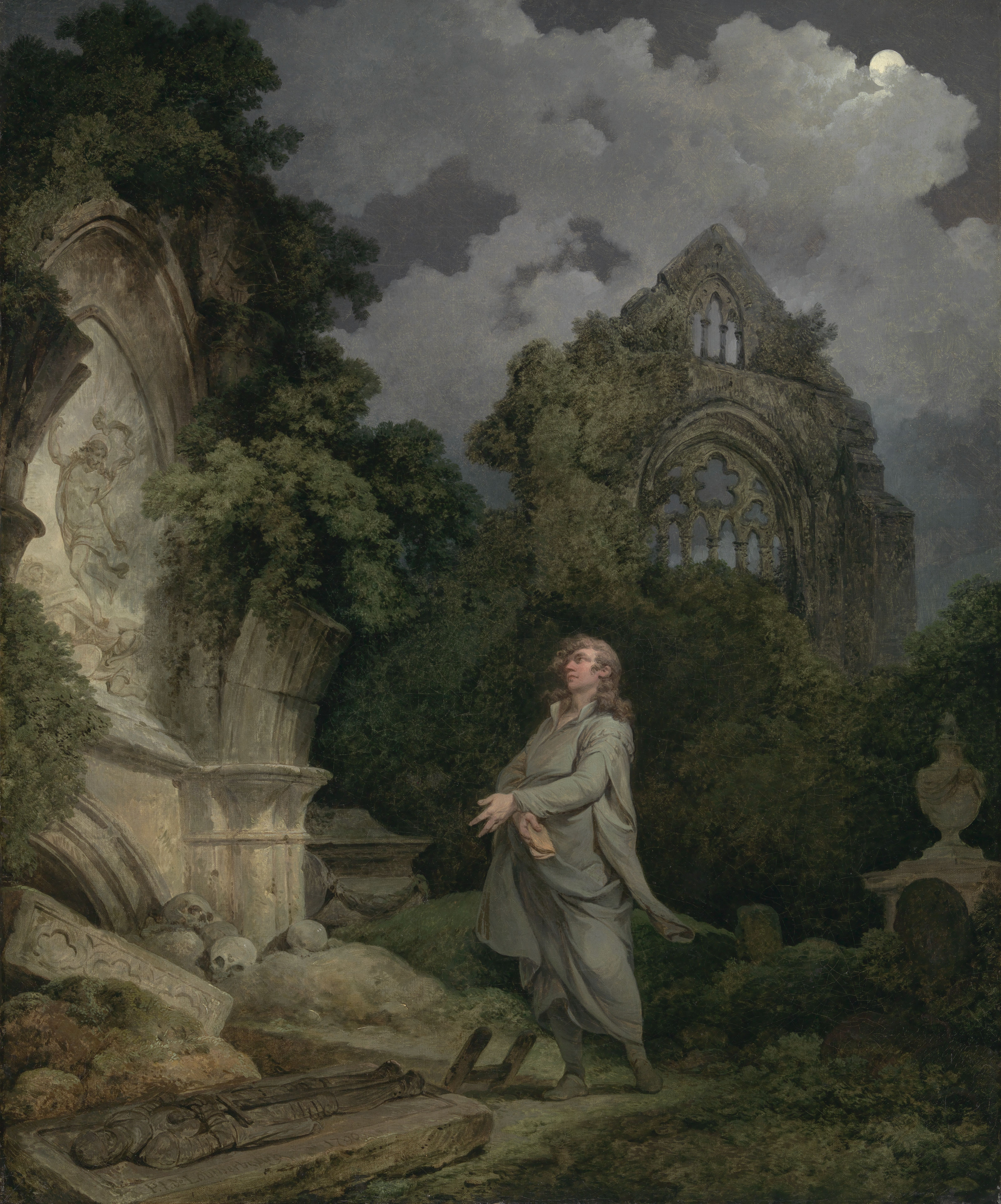
«Философ на церковном дворе, залитом лунным светом» (1790), Филипп Якоб Лютербург
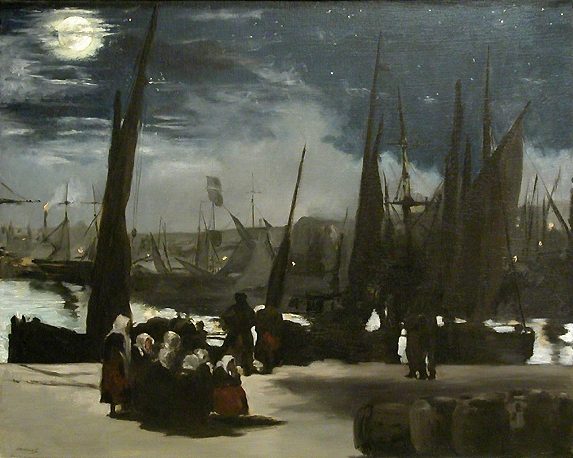
«Булонский порт при лунном свете[англ.]» (1868), Эдуард Мане
«Звёздная ночь» (1889), Винсент Ван Гог
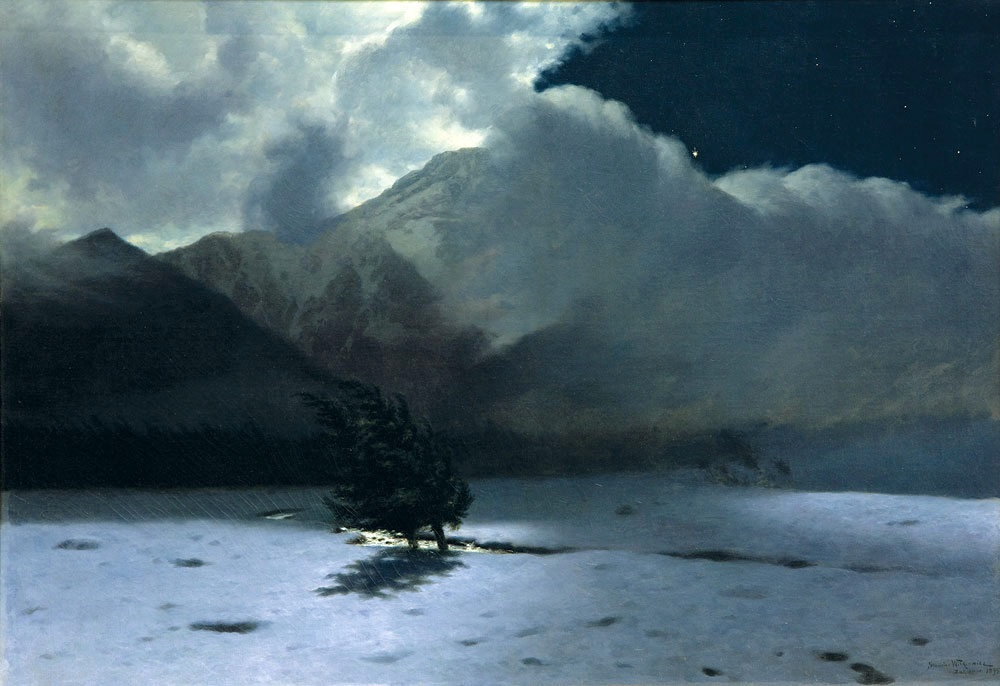
«Халны»[10] (1895), Станислав Виткевич

В 2008 году оригинальная визуальная художница Кэти Патерсон создала инсталляцию под названием «Лампочки для имитации лунного света». Она состоит из 289 лампочек, покрытых специальными оттенками красок для получения спектра, аналогичного свету полной Луны. Патерсон сотрудничала с инженерами над снятием показаний экспонометра, анализом длин волн и, наконец, поиском подходящего покрытия поверхности, чтобы создать лампочки, излучающие лучи, приближенные к свету полной луны.
См. также статьи Ночь в изобразительном искусстве (Западное искусство) и Ночь в изобразительном искусстве (Восточное искусство).